# Calle Khaosan
La calle Khaosan o calle Khao San (en tailandés: ถนนข้าวสาร) es una pequeña calle en el centro de Bangkok, Tailandia. Está localizada en el barrio de Banglamphu (distrito de Phra Nakhon), aproximadamente un kilómetro al norte del Gran Palacio de Bangkok.
Khaosan es un lugar popular entre los mochileros, ya que es una calle con gran cantidad de hoteles de mediano presupuesto y bares, dotada de una intensa vida nocturna, lo que la convirtió en una de las principales atracciones turísticas de Bangkok.
A lo largo de sus 400 metros también hay restaurantes, locales de masajes, operadores turísticos, casas de cambio y tiendas de diversa clase, y cada día se instala un improvisado mercado callejero donde se puede conseguir ropa, regalos, bebidas y comida al paso.
La gran demanda turística extendió el ambiente de Khaosan a la cercana calle Rambutri, donde también hay numerosos vendedores callejeros, variedad de alojamiento y una amplia oferta gastronómica.

## Historia

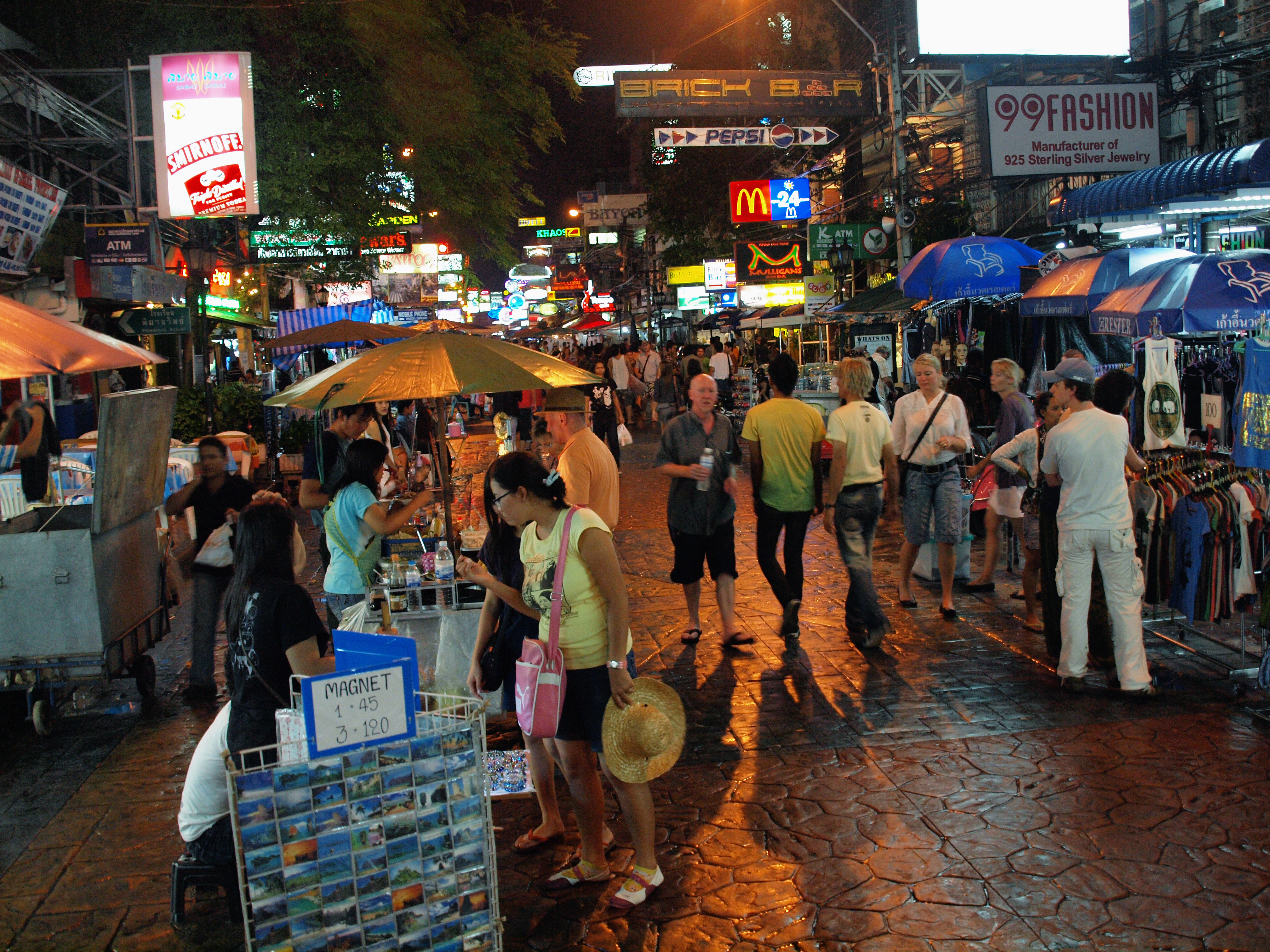
Khaosan por la noche.

Fue construida en 1892, durante el reinado de Rama V, desde el templo budista Wat Chana Songkhram hacia el este por soi Khao San (literalmente, callejón del arroz crudo), donde se estableció el mercado de venta de arroz blanco más grande del distrito.
Thanon Khaosan (thanon es la transliteración de ถนน, calle en tailandés) fue una calle de perfil residencial hasta que a mediados de la década de 1970 llegaron los primeros hippies a la zona (quienes particularmente elegían el hotel Vieng Thai, en la vecina soi Rambutri) y más tarde, en 1982 (durante los festejos del 200.º aniversario de la ciudad), se improvisaron algunas casas de huéspedes. Debido a la creciente demanda turística, en los años posteriores estas dieron pie a la conversión de las antiguas residencias del área en hospedajes de bajo costo, en un paso obligado de los viajeros en su ruta por el Sudeste Asiático.
La zona se convirtió en un reducto de mochileros en busca de comida y hospedaje de bajo presupuesto, característica que se masificó tras la publicación de la novela de Alex Garland The Beach, en 1997 (luego llevada al cine con la dirección de Danny Boyle y Leonardo DiCaprio como protagonista), lo que elevó su condición a atracción contracultural en oposición a los hoteles de lujo en áreas como Sukhumvit.
Khaosan es conocida por estar repleta de turistas en hoteles baratos, convertida por la noche en un excéntrico mercado a cielo abierto con cerca de un centenar de bares, vendedores callejeros de comida y ropa, sastrerías, agencias de viajes, tatuadores, peluqueros y masajistas prestando sus servicios en plena calle, tiendas de recuerdos, casas de cambio de divisas e incluso comerciantes que ofrecen licencias de conducir falsas o diplomas de títulos universitarios.
Alejada de sus orígenes residenciales e incluso de su fama como destino hippie o de mochileros, Khaosan se transformó en un lugar de moda y uno de los más animados distritos de Bangkok que combina hospedaje económico con hoteles boutique y bares de mayor categoría, además de diversificar su oferta turística en los alrededores con galerías de arte y una variada oferta gastronómica de comida internacional.

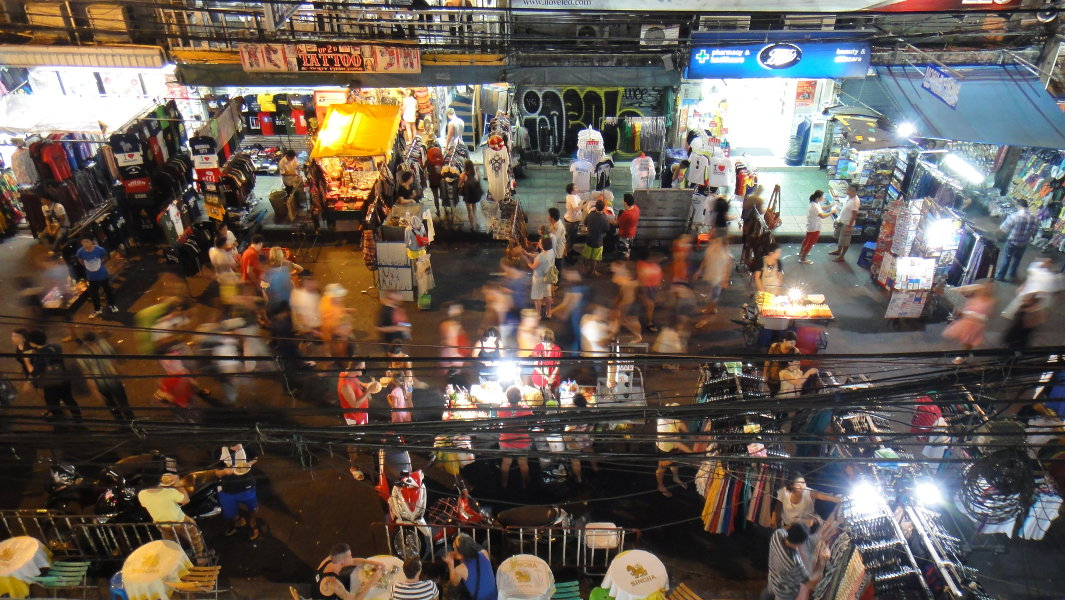
Khaosan desde el hotel Rikka Inn.

Muchos tailandeses que vivían en Khaosan se mudaron a otros barrios debido al aumento del ruido y las muchedumbres, con lo que paradójicamente la zona se convirtió en un lugar donde los habitantes de Bangkok pueden encontrar un "espectáculo" ajeno a su cultura dentro de su propia ciudad, al punto en que muchos mochileros describen al área como "un zoológico", mientras que los locales suelen referirse a ella como Thanon Farang Khaosan (literalmente, Khaosan, la calle de los extranjeros).

No existe otro lugar en el que se reúna gente de diversas nacionalidades como aquí, en la calle Khaosan. Está llena de historias increíbles, aquí se pueden encontrar desde discos piratas de cada banda famosa en el mundo y hasta alojamiento económico.
Alex Garland, entrevista en BBC-Radio 1

## Transporte

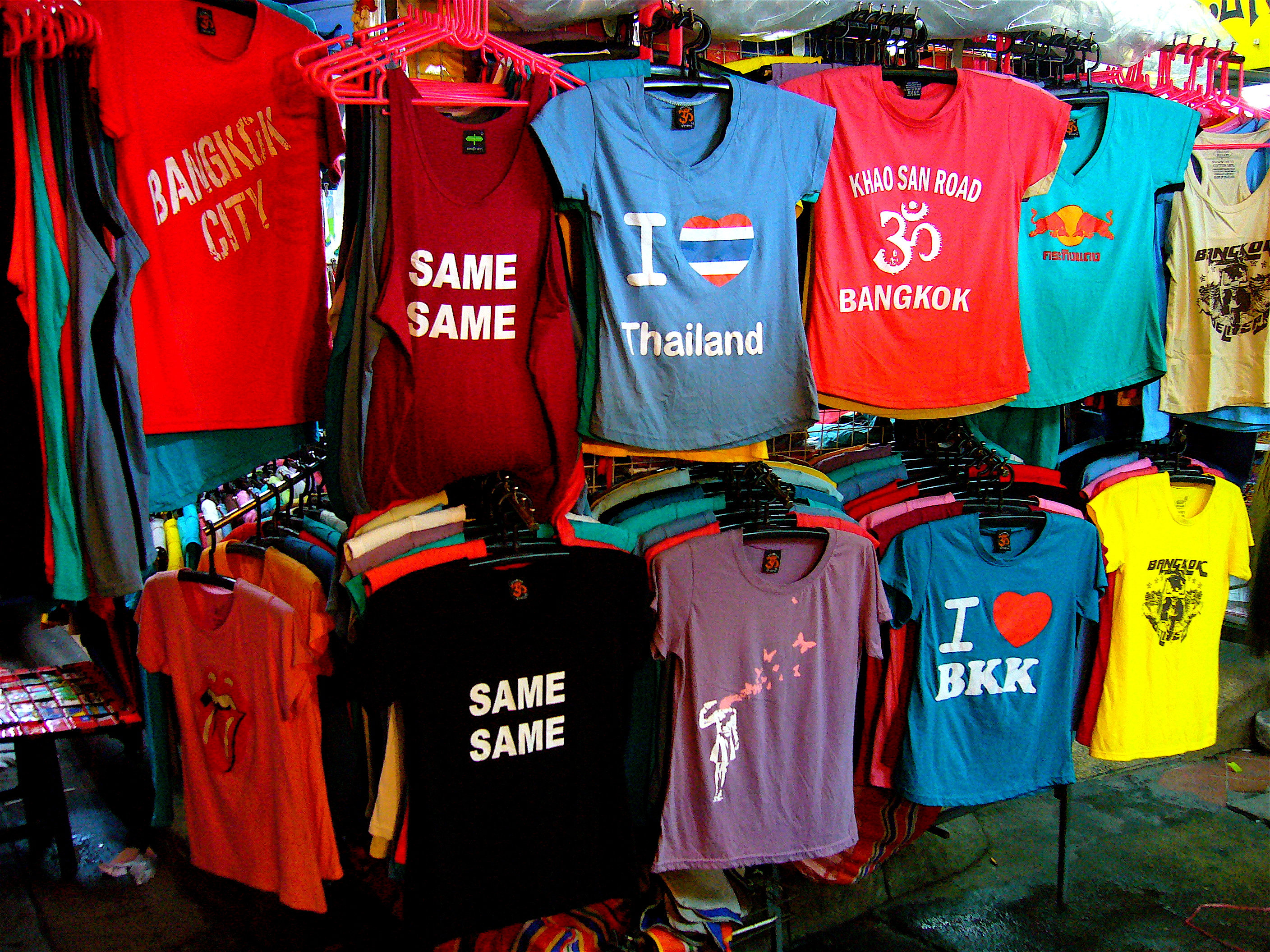
Puesto callejero de ropa.

Llegan hasta los alrededores de Khaosan los ómnibus 3, 9, 32, 39, 44, 53, 59, 64, 79, 159, 503, 509 y 511. El metro (MRT) y el Metro Aéreo (BTS Skytrain) no llegan hasta la zona, por lo que el método más cómodo para que los viajeros lleguen es en taxi, los tradicionales tuk-tuk y las embarcaciones del transporte público que circulan por el río Chao Phraya (muelle Than Pra Atit), así como los songthaews que tienen un recorrido fijo.
Desde el aeropuerto Suvarnabhumi se puede acceder directamente en taxi, o con la línea SA City Line del Airport Rail Link, desde la estación Phaya Thai, y a partir de allí en taxi o con las líneas de ómnibus 79 o 159.

## Celebraciones de Año Nuevo
De acuerdo con el calendario solar tailandés, entre el 13 y el 15 de abril se celebra Songkran (en tailandés, สงกรานต์), el Año Nuevo. Calle Khaosan es uno de los puntos centrales de la celebración, con desfiles, shows y la tradicional costumbre de conmemorar esta fiesta mojándose unos a otros con agua.